# 天津特别市政府 (日占时期)
天津特别市政府是中國抗日戰爭時期日本在华北占领区最早扶植的一个傀儡政权，前身天津市治安维持会成立于1937年8月1日，同年12月17日改组为天津特别市公署。
1943年11月，改称天津特别市政府。1945年9月29日，日本投降后自然解散。无论中华民国政府还是中华人民共和国政府，均称之伪政权:14。

## 历史
1937年七七事变后，华北地区逐步沦陷。8月1日，天津市治安维持会成立，高凌霨为委员长，孙润宇、王竹林、方若、赵聘卿、邸玉堂、劉玉書、沈同午、钮传善、王晓岩、张浙洲等10人为委员。掌握原天津市政府的人事任免、治安管理、司法行政、财政经济等权限。12月14日，中华民国临时政府在北平市成立。12月17日，天津市治安维持会解散。成立天津市公署和河北省公署，接受天津治安维持会工作:14。当时，华北地区伪政权的主要头目大都有在北洋政府任职的经历。因此，其行政区划层级和行政机构名称采用北洋政府时期制度。故各级政府通名均为“公署”:144。
天津特别市公署成立后，在中山公园办公，首任市长高凌霨同时任河北省省长。河北省公署在1938年1月成立后，高凌霨专任河北省省长、去职，潘毓桂接任:14。
1940年，中华民国临时政府加入汪精卫政权，改组华北政务委员会。伪华北政务委员会令于1943年11月25日起，各省公署及特别市公署改称“政府”:144，由此改名为天津特别市政府。

## 主要官员
市长
1. 高凌霨　任期：1937年8月1日－1938年1月7日
2. 潘毓桂　任期：1938年1月7日－1939年4月28日
3. 温世珍　任期：1939年4月28日－1943年3月19日
4. 王绪高　任期：1943年3月19日－1943年10月17日
5. 李鹏图　任期：1943年10月17日－1943年11月15日
6. 张仁蠡　任期：1943年11月15日－1945年3月1日
7. 周迪平   任期：1945年3月1日－1945年9月29日